# Locomotora de Vapor 241F-2108
La Locomotora de vapor 241 F-2108 "Linda Tapada" és una Locomotora fabricada per l'empresa La Maquinista Terrestre y Marítima a Barcelona que es troba conservada actualment al Museu del Ferrocarril de Catalunya, amb el número de registre 00021 d'ençà que va ingressar el 1981, com una donació de la companyia MZA, posteriorment adquirida per Renfe.

## Història
La "Linda Tapada", coneguda també com a "Tub", forma part de l'única sèrie de locomotores de vapor aerodinàmiques i d'alta pressió que varen circular a Espanya. Incorporava les innovacions constructives de l'època, a més de carenat, conservat parcialment. Va ser encarregada per MZA a l'apogeu de la tecnologia vapor, d'acord amb els cànons tècnics i estètics imperants. La seva construcció va començar el 1936, i va quedar paralitzada per la guerra fins al 1939. Fou una esplèndida locomotora de velocitat, infrautilitzada pel seu poc adient ús i manteniment, conseqüència de la penúria de l'època.
Avui, encara conserva bona part del seu tragí antic. Adscrites inicialment al dipòsit de Madrid Atocha, remolcaren els ràpids entre Madrid, Saragossa i Móra la Nova, i entre Madrid i Albacete, fins al 1944, any en què foren transferides al dipòsit de Delicias, per tal d'atendre trens de viatgers a la línia de Madrid a Portugal. El 1965, foren destinades a Miranda de Ebro, on van ser desplaçades progressivament dels trens més ràpids fins a principi dels anys setanta, quan foren donades de baixa. El seu estat de conservació és dolent. Entre el 1990 i 1991 es va sotmetre a una restauració integral de xapa i pintura.	